# Ahn Suk-hwan
Ahn Suk-hwan (Hangul: 안석환; nombre real: Ahn Jin-hyeong; (Hangul: 안진형); 1 de noviembre de 1959) es un actor surcoreano. Ahn ha estado activo en teatro, cine y televisión desde 1986. Sus apariciones en pantalla incluyen tanto papeles secundarios de comediante como de villano, entre ellos un despiadado director de prisión en la película The Road Taken (2003), y un padre estricto pero cariñoso en el drama de las hermanas Hong, Sassy Girl Chun-hyang (2005).

## Filmografía

### Película
- Revivre (2015) (cameo)
- Heartbreak Hotel (2015)
- Quo Vadis (2014)
- 26 Years (2012)
- The Concubine (2012)[2]
- Shotgun Love (2011)
- My Father (2007)
- Mr. Wacky (2006) (cameo)
- Face (2004)
- The Road Taken  (2003)
- R. U. Ready? (2002)
- Bet On My Disco (2002)
- Four Toes (2002)
- Public Enemy (2002)
- Mi mujer es una gángster (2001) (cameo)
- The Humanist (2001)
- Dream of a Warrior (2001)
- Just Do It (2000)
- The Siren (2000)
- Dal Segno (cortometraje para el Festival Internacional de Cine de Jeonju, 2000)
- Fin de Siecle (1999)
- Tell Me Something (1999)
- Doctor K (1999) (cameo)
- Paradise Lost (1998)
- No. 3 (1997)
- The Real Man (1996)
- A Petal (1996)
- A Hot Roof (1995)
- Gunman (1995)
- To You From Me (1994)
- The Taebaek Mountains (1994)
- The Fox with Nine Tails (1994)
- Tirano's Claw (1994)
- My Beautiful Short Film (1993)
- For Go-chul  (cortometraje, 1993)
- Distance  (1992)
- Myong-ja, Akiko, Sonia (1992)

### Series de televisión
- MonWedFriTuesThursSat (tvN, 2022)
- The Uncanny Counter (OCN, 2020)
- Kkondae Intern (MBC TV, 2020)
- Clean with Passion for Now (JTBC, 2018)
- 100 Days My Prince (tvN, 2018)
- Partners for Justice (MBC, 2018)
- Live Up to Your Name (tvN, 2017)
- The Rebel (MBC, 2017)
- Por favor regresa, señor (SBS, 2016)
- Local Hero (OCN, 2016)
- Six Flying Dragons (SBS, 2015)
- Enamorándose de la inocencia (JTBC, 2015)
- Life Tracker Lee Jae-goo (SBS, 2015)
- Brilla o enloquece (MBC, 2015)
- Drama Special «The Reason I Get Drunk» (KBS2, 2014)
- The King's Face (KBS2, 2014)
- Discovery of Love (KBS2, 2014)[3]
- Gunman in Joseon (KBS2, 2014)
- Basketball (tvN, 2013)
- Hold My Hand  (MBC, 2013)
- The King's Daughter, Soo Baek-hyang (MBC, 2013)
- Goddess of Fire (MBC, 2013)
- The Scandal (MBC, 2013)
- Ugly Alert (SBS, 2013) (cameo)
- The Virus (OCN, 2013)
- Thorn Flower (JTBC, 2013)
- Family Portrait (SBS, 2012)
- I Like You (SBS, 2012)
- Familia (KBS2, 2012)
- Big (KBS2, 2012)[4]
- Bridal Mask (KBS2, 2012)
- Tasty Life (SBS, 2012)
- Rooftop Prince (SBS, 2012)[5]
- Salamander Guru and The Shadows (SBS, 2012) (cameo, ep 2)
- Take Care of Us, Captain (SBS, 2012) (cameo)
- Deep Rooted Tree (SBS, 2011)
- Pianissimo (TrendE, 2011)
- Drama Special «The Beeper» (KBS2, 2011)
- Warrior Baek Dong-soo (SBS, 2011)
- Paradise Ranch (SBS, 2011)
- Special Crime Squad MSS (KBS2, 2011)
- The King of Legend (KBS1, 2010)
- Daemul (SBS, 2010)
- Personal Taste (MBC, 2010)
- The Fugitive: Plan B (KBS, 2010) (cameo, ep 3)
- The Slave Hunters (KBS2, 2010)
- Hometown Legends "The Wooden Doll" (KBS2, 2009)
- Partner (KBS2, 2009) (guest appearance, ep 1-3)
- Cinderella Man (MBC, 2009)
- Ja Myung Go (SBS, 2009) (cameo)
- Kyung-sook, Kyung-sook's Father (KBS2, 2009)
- Boys Over Flowers (KBS2, 2009)
- White Lie (MBC, 2008)
- Hometown Legends "Child, Let's Go to Cheong Mountain" (KBS2, 2008)
- The Secret of Coocoo Island (MBC, 2008)
- Painter of the Wind (SBS, 2008)
- Spotlight (MBC, 2008)
- Drama City "Disciplinary Committee" (KBS2, 2008)
- Before and After: Plastic Surgery Clinic (MBC, 2008)
- Hong Gil-dong (KBS2, 2008)
- Drama City "Old Punk Songs" (KBS2, 2007)
- Drama City "The Dual Accounts Murder" (KBS2, 2007)
- Lobbyist (SBS, 2007)
- Capital Scandal (KBS2, 2007)
- Witch Yoo Hee (SBS, 2007)
- Drama City "The Stars Shine Brightly" (KBS2, 2006)
- Drama City "The Writer, the Actor, and the Apartment" (KBS2, 2006)
- Sunok (KBS1, 2006)
- Farewell to Arms (KBS2, 2006)
- Special Crime Investigation: Murder in the Blue House (KBS2, 2006)
- The Invisible Man, Choi Jang-soo (KBS2, 2006)
- Special of My Life (MBC, 2006)
- TV Literature "Bad Story" (KBS1, 2006)
- Banjun Drama "Dangerous Pupil" (SBS, 2005)
- My Girl (SBS, 2005)
- Drama City "Gopo Inn" (KBS2, 2005)
- Ballad of Seodong (SBS, 2005)
- Bizarre Bunch (KBS1, 2005)
- Drama City "Everyone, Cha Cha Cha!" (KBS2, 2005)
- TV Novel "Wind Flower" (KBS1, 2005)
- Single Again (SBS, 2005)
- Rebirth: Next (MBC, 2005)
- Drama City "Barefoot Kae-jo" (KBS2, 2005)
- Delightful Girl Choon-Hyang (KBS2, 2005)
- MBC Best Theater "Very Merry Christmas" (MBC, 2004)
- MBC Best Theater "Tabloid 朴 Episode 1: Miss J's Truth" (MBC, 2004)
- The Age of Heroes (MBC, 2004)
- Forbidden Love (KBS2, 2004)
- Beijing My Love (KBS2, 2004)
- Drama City "범죄없는 마을" (KBS2, 2003)
- Drama City "못말리는 시동생" (KBS2, 2003)
- Good Person (MBC, 2003)
- Drama City "São Paulo" (KBS2, 2003)
- Drama City "The Queen of Disco" (KBS2, 2003)
- Drama City "S대 법학과 미달사건" (KBS2, 2003)
- Snowman (MBC, 2003)
- Punch (SBS, 2003)
- Girl's High School Days (KBS2, 2002)
- Cruise of Love (KBS2, 2000)
- Ghost (SBS, 1999)
- Did We Really Love? (KBS2, 1999)
- Young Sun (SBS, 1999)
- White Nights 3.98 (SBS, 1998)
- Jazz (SBS, 1995)

## Obras de teatro
- The Bald Soprano (2011)[6]
- Cyrano de Bergerac (2010)
- University of Laughs (2010)
- Noises Off (2006)
- Richard III (2004)
- Art  (2003)
- Gasigogi (A Thorny Fish)  (2001)
- Woman of Flames, Na Hye-seok  (2000)
- People of the Jurassic  (1998)
- 이 풍진 세상의 노래 (1998)
- Men's Impulse  (1997)
- Waiting for Godot (1994-2002)

## Galardones
- 2012 1st K-Drama Star Awards: Best Comic Acting (Family)
- 2005 KBS Drama Awards: Best Supporting Actor (Bizarre Bunch, Delightful Girl Choon-Hyang)
- 1998 Young Artist of Today Award
- 1998 34th Dong-A Theatre Awards: Best Actor (Men's Impulse)
- 1998 National Theater Association of Korea: Best Actor (Excellence Award)
- 1997 International Theater Festival: Most Popular Theater Actor
- 1997 National Theater Association of Korea: Most Popular Actor in the First Half of 1997
- 1997 National Theater Association of Korea: Best Actor (Top Excellence Award)
- 1996 33rd Dong-A Theatre Awards: Best Actor (이 세상 끄으읕)
- 1996 Seoul Performing Arts Festival: Grand Prize (Daesang)